# Stenospermation pteropus
Stenospermation pteropus är en kallaväxtart som beskrevs av Michael Howard Grayum. Stenospermation pteropus ingår i släktet Stenospermation och familjen kallaväxter.
Artens utbredningsområde är Costa Rica. Inga underarter finns listade.